# Margaret Moth
 (septembre 2020).
Si vous disposez d'ouvrages ou d'articles de référence ou si vous connaissez des sites web de qualité traitant du thème abordé ici, merci de compléter l'article en donnant les références utiles à sa vérifiabilité et en les liant à la section « Notes et références ».
Margaret Moth, née à Gisborne en le 30 janvier 1951 sous le nom de Margaret Wilsons et morte à Rochester le 21 mars 2010, est une cadreuse de guerre employée par CNN.

## Biographie
À huit ans, Margaret Wilsons reçoit sa première caméra. Si dans un premier temps elle n'envisage pas de devenir photographe, elle se fait toutefois connaître en Nouvelle-Zélande en tant que cadreuse de reportages sur les guerres civiles.[réf. nécessaire]
Elle rejoint la CNN en 1990. Elle couvre la guerre du golfe persique, l'assassinat d'Indira Gandhi, le conflit israélo-palestinien et la guerre civile à Tbilissi, en Géorgie. Le 23 juillet 1992, elle est gravement blessée au visage par un tir de sniper pendant qu'elle conduit sur la route de l'allée des snipers à Sarajevo. Après plus d'une douzaine d'opérations chirurgicales, elle reprend ses activités.[réf. nécessaire]
En 2007, elle est diagnostiquée d'un cancer du colon. En septembre 2009, elle est admise dans un centre de soins palliatifs du Minnesota. Elle meurt le 21 mars 2010.
Le documentaire Fearless: the Margaret Moth story retrace sa vie.

## Récompenses
Avant que son cancer ne se généralise, elle est honorée à plusieurs reprises pour son travail, notamment avec une médaille de la bravoure.[réf. nécessaire] Elle a également reçu en 1992 le prix de Courage en journalisme de l'International Women's Media Foundation.